# Nagin (film, 1954)
Pour plus de détails, voir Fiche technique et Distribution.
Nagin est un drame romantique du cinéma indien, réalisé en 1954, par Nandlal Jaswantlal et produit par Sashadhar Mukherjee (en). Le film met en vedette Vyjayanthimala, Pradeep Kumar (en) et Jeevan (en). Le film à succès Nagin a une partition musicale à succès de Hemant Kumar, récompensé par le Filmfare Award de la meilleure direction musicale, en 1956. Ce film est partiellement produit en Technicolor.
Le film est un superproduction et le film le plus rentable de 1954 (en). De plus, il établit la carrière de Vyjayanthimala, dans l'industrie cinématographique hindi.

## Fiche technique
Sauf indication contraire, les informations mentionnées dans cette section peuvent être confirmées par la base de données cinématographiques IMDb,  présente dans la section « Liens externes ».
- Titre : Nagin
- Réalisation : Nandlal Jaswantlal
- Scénario : Hameed Butt - Bijon Bhattacharya (en)
- Musique : Hemant Kumar
- Production : Sashadhar Mukherjee (en) - Filmistan (en)
- Langue : Hindi
- Genre : Drame romantique
- Durée : 139 minutes (2 h 19)
- Dates de sorties en salles :
  -  Inde : 5 mars 1954